# Geraldine Fenton
Pour les articles homonymes, voir Fenton.
Geraldine Fenton (20 novembre 1935) est une danseuse sur glace canadienne active dans les années 1950, double vice-champion du monde (1957 et 1958), double championne nord-américaine (1957 et 1959) et triple championne du Canada (de 1957 à 1959) avec son partenaire William McLachlan.

## Biographie

### Carrière sportive
Geraldine Fenton et William McLachlan sont les premiers canadiens à remporter une médaille dans l'épreuve de danse sur glace des championnats du monde de patinage artistique avec une médaille d'argent lors de l'édition de 1957. Le duo est à nouveau médaillé d'argent lors de l'édition suivante.
En 1957, 1958 et 1959, la paire remporte les championnats du Canada de patinage artistique dans la catégorie danse. Durant cette même période, ils deviennent à deux reprises champions d'Amérique du Nord de patinage artistique.

### Reconversion
Après la fin de sa carrière compétitive en 1959, Geraldine Fenton devient entraîneuse.

### Famille
Le 2 juin 1961, elle se marie avec Martin Crispo († 2019),.

## Palmarès
Avec deux partenaires
- William McLachlan (1 saison : 1954)
- Gordon Crossland (1 saison : 1955)
- William McLachlan pour la 2de fois (4 saisons : 1956-1959)

| Compétition                     | 1954 |  | 1955 |  | 1956 | 1957 | 1958 | 1959 |
| Championnats du monde           |      |  |      |  |      | 2e   | 2e   | 3e   |
| Championnats d'Amérique du Nord |      |  | 5e   |  |      | 1er  |      | 1er  |
| Championnats du Canada          | 2e   |  | 2e   |  | 2e   | 1er  | 1er  | 1er  |
| Légende : F = Forfait           |      |  |      |  |      |      |      |      |